# Theo Gutberlet
Theodor Damian Gutberlet (* 25. November 1913 in Schweinsberg; † 18. Februar 1994) war ein deutscher Kaufmann und Unternehmer sowie Gründer des Lebensmittel-Einzelhandels-Unternehmens Tegut.

## Leben
Gutberlet wurde in der lutherischen Landstadt Schweinsberg in Oberhessen, heute Stadtteil von Stadtallendorf, in eine katholische Arbeiterfamilie geboren. Seine Mutter stammte aus Fulda, sein Vater stammte aus Hünhan und war Kastellan des Freiherrn Schenck zu Schweinsberg. Der Verdienst reichte nur zum Nötigsten. Nach dem Ersten Weltkrieg waren die adligen Dienstherrn nicht mehr in der Lage, ihre Angestellten zu bezahlen, und die Familie Gutberlet zog 1919 nach Fulda, wo auch die einzige Schwester von Theo Gutberlet zur Welt kam. Sein Vater arbeitete dort als Bahnarbeiter am Güterbahnhof.
Theo Gutberlet besuchte nach der Volksschule das Domgymnasium Fulda. Da seine schulischen Leistungen insbesondere im Fach Latein nicht den Anforderungen entsprachen, verließ er diese Schule nach der Quarta (Jahrgangsstufe 7). Am 1. April 1928 begann er eine dreijährige kaufmännische Lehre bei einem Futtermittelhersteller. Danach arbeitete er als Verkäufer, bevor er ab Anfang 1932 als Kaufmann im Unternehmen eines Onkels in Hameln und Hannover beschäftigt war. Zuletzt war er Filialleiter eines Lebensmitteleinzelhändlers. 1936 kehrte er in seine Fuldaer Heimat zurück und wurde anschließend für ein halbes Jahr beim Reichsarbeitsdienst nach Tann (Rhön) dienstverpflichtet.
1939 wurde er als Soldat zur Wehrmacht eingezogen und zuerst am Westwall eingesetzt. Danach nahm er am Westfeldzug in Frankreich und am Russlandfeldzug teil. Er wurde drei Mal schwer verwundet und kam 1943 in ein Notlazarett am Frauenberg. Schon während eines Lazarettaufenthalts 1942 hatte er die 1920 in Fulda geborene Luise Dockhorn geheiratet. 1944 wurde sein Sohn Wolfgang geboren. Ende des Jahres zog die Familie wegen der Kriegsauswirkungen nach Wüstensachsen. Theo Gutberlet kehrte im Juni 1945 nach der Entlassung aus der Kriegsgefangenschaft nach Fulda zurück und wohnte zunächst bei seinen Eltern. Nach dem Krieg wurde ihm als Folge seiner Verwundungen ein Bein amputiert. Im Frühjahr 1947 wurde seine Tochter Nora geboren. Bevor er am 1. August 1947 eine Anstellung beim Caritasverband bekam, war er arbeitslos. Als Behinderter, der sich nur mit Krücken fortbewegen konnte, waren seine Bemühungen um eine Anstellung vorher erfolglos geblieben, obwohl er politisch unbelastet durch die Zeit des Nationalsozialismus war.
Schon vorher hatte er einen Antrag auf Genehmigung zur Übernahme von zwei Verkaufsstellen beim Oberbürgermeister der Stadt Fulda gestellt. Diesem wurde am 8. November 1947 stattgegeben. Er eröffnete zwei Läden mit 16 beziehungsweise 25 Quadratmetern Verkaufsfläche. Einen davon musste er nach kurzer Zeit nach Protesten von Hausbewohnern verlegen. Sein Startkapital waren 5000 Reichsmark, gebrauchte Nägel, selbsterstellte Taschen aus Wehrmachtsrestbeständen und selbstgenähte Hemden aus Fallschirmseide. Er selbst behielt seine Anstellung bei der Caritas und führte die Läden nach Feierabend. Mit zwei Angestellten erwirtschaftete er im ersten Jahr 25.000 Reichsmark Umsatz.
Vor der Währungsreform 1948 gab Theo Gutberlet im Gegensatz zu den meisten anderen Händlern auch in den letzten Tagen vor der Umstellung noch die kompletten Rationen auf die Lebensmittelkarten. Sein Vertrauen in die Kundschaft zahlte sich aus. Diese kauften aus Dankbarkeit auch nach der Umstellung auf die Deutsche Mark (DM) weiter vermehrt bei ihm ein. Außerdem war es ihm gelungen, für einen großen Teil der Karten noch am letzten Tag vor der Umstellung von Großhändlern Waren zu bekommen. 1949 gründete er sein drittes Geschäft in Bad Salzschlirf. In den nächsten Jahren folgten weitere Läden. Ab 1955 firmierten die Läden unter dem Namen Tegut, nachdem es mit der vorherigen Bezeichnung Thegu Probleme wegen der Namensähnlichkeit mit einem anderen Unternehmen gegeben hatte.
Privat lebte er eher bescheiden. Erst 1956 bezog er mit seiner Familie eine eigene Wohnung. Er wird als sehr bodenständig beschrieben, der ohne Arroganz gegenüber seinen Mitarbeitern auch selbst herumliegende Papierfetzen aufgehoben hat und entsorgte.
1961 gründete er mit den HaWeGe-Läden eine Discounter-Kette nach US-amerikanischem Vorbild und 1970 mit der Kurhessischen Fleischwarenfabrik (KFF) ein eigenes Unternehmen zur Wurst- und Fleischwarenherstellung. 1972 wurde er mit dem Goldenen Zuckerhut der Lebensmittel Zeitung ausgezeichnet. 1973 übergab er die Unternehmensleitung an seinen 29-jährigen Sohn Wolfgang Gutberlet.
Danach blieb er als Berater und Aufsichtsratsvorsitzender weiter für das Unternehmen tätig, bis er 1988 im Alter von 75 Jahren auch aus diesen Ämtern ausschied.
Im Ruhestand betrieb er als Hobbys Gartenarbeit, Tischtennis, Reisen und Saunen. Trotz seines Handicaps durch das amputierte Bein war er als Freizeitbetreuer in der Werkstatt für behinderte Menschen in Fulda tätig. Daneben war er Mitglied in vielen Vereinen, darunter seit 1928 im Katholischen Kaufmännischen Verein. Zu seinem 80. Geburtstag gab er seinen Führerschein ab, womit er als Vorbild für andere wirken wollte.
Er starb im 81. Lebensjahr am 18. Februar 1994 und wurde am 23. Februar 1994 auf dem Städtischen Friedhof Fulda bestattet. Seine Frau starb 2011 und wurde neben ihm beerdigt.
In Margretenhaun ist der Theo-Gutberlet-Weg nach ihm benannt. Dieser führt an dreizehn Stationen eines Kreuzwegs entlang zu einer Kreuzigungsgruppe. Theo Gutberlet hatte mit einer großzügigen Spende deren Restaurierung ermöglicht.